# Leon Bąkowski
Leon Stanisław Bąkowski (ur. 27 października 1894 w Wiązownie, zm. 27 grudnia 1954 w Warszawie) – oficer Legionów Polskich i Wojska Polskiego w II Rzeczypospolitej, pułkownik ludowego Wojska Polskiego, kawaler Orderu Virtuti Militari.
Urodził się w Wiązownej w rodzinie Ludwika i Antoniny z Choińskich. Absolwent szkoły średniej i Szkoły Głównej Gospodarstwa Wiejskiego w Warszawie. Od 1913 r. w Polskich Drużynach Strzeleckich. W lipcu 1914 r. rozpoczął naukę w szkole podoficerskiej w Nowym Sączu. 
6 sierpnia 1914 r. z 4 plutonem 1 Kompanii Kadrowej wyruszył z Krakowa do Kielc. W czasie walk został ranny. Po krótkim pobycie w szpitalu w Częstochowie, przeniesiony do Warszawy do pracy w Polskiej Organizacji Wojskowej. Tam pełnił funkcje sekretarza, komendanta kompanii i komendanta obwodu. 12 listopada 1915 r. założył samodzielny pluton harcerski, z którego 12 listopada 1916 r. powstała 4 Warszawska Drużyna Harcerzy im. Stefana Batorego, w której został przybocznym, a później drużynowym. Funkcję tę pełnił do lipca 1917 r. Ukończył też szkołę oficerską i został instruktorem w szkole podoficerskiej w Dęblinie. W 1917 r., w Departamencie Wojskowym Tymczasowej Rady Stanu, pełnił obowiązki podchorążego służbowego przy komendancie Józefie Piłsudskim.
W listopadzie 1918 r. rozbrajał w Lubartowie Austriaków i objął funkcję komendanta garnizonu. W styczniu 1919 r. rozpoczął naukę w szkole podchorążych w Warszawie. W lipcu tego roku zameldował się w Wilnie do dyspozycji Oddziału II Sztabu Głównego. We wrześniu mianowany dowódcą kompanii na Froncie Litewsko-Białoruskim. 17 lipca 1920 r., w czasie składania broni Litwinom przez XL Brygadę Piechoty płk. Stefana Pasławskiego, uciekł, a w Belwederze złożył meldunek o sytuacji w Równem. Za czyn ten odznaczony został Krzyżem Srebrnym Orderu Wojskowego Virtuti Militari. W 1920 r. walczył w wojnie polsko-bolszewickiej. 6 marca 1924 r. został przeniesiony do rezerwy.
Po zwolnieniu z wojska początkowo pracował w Ministerstwie Rolnictwa i Dóbr Państwowych, a później prowadził własne gospodarstwo rolne. Na stopień majora został awansowany ze starszeństwem z dniem 19 marca 1939 r. i 56. lokatą w korpusie oficerów rezerwy piechoty.

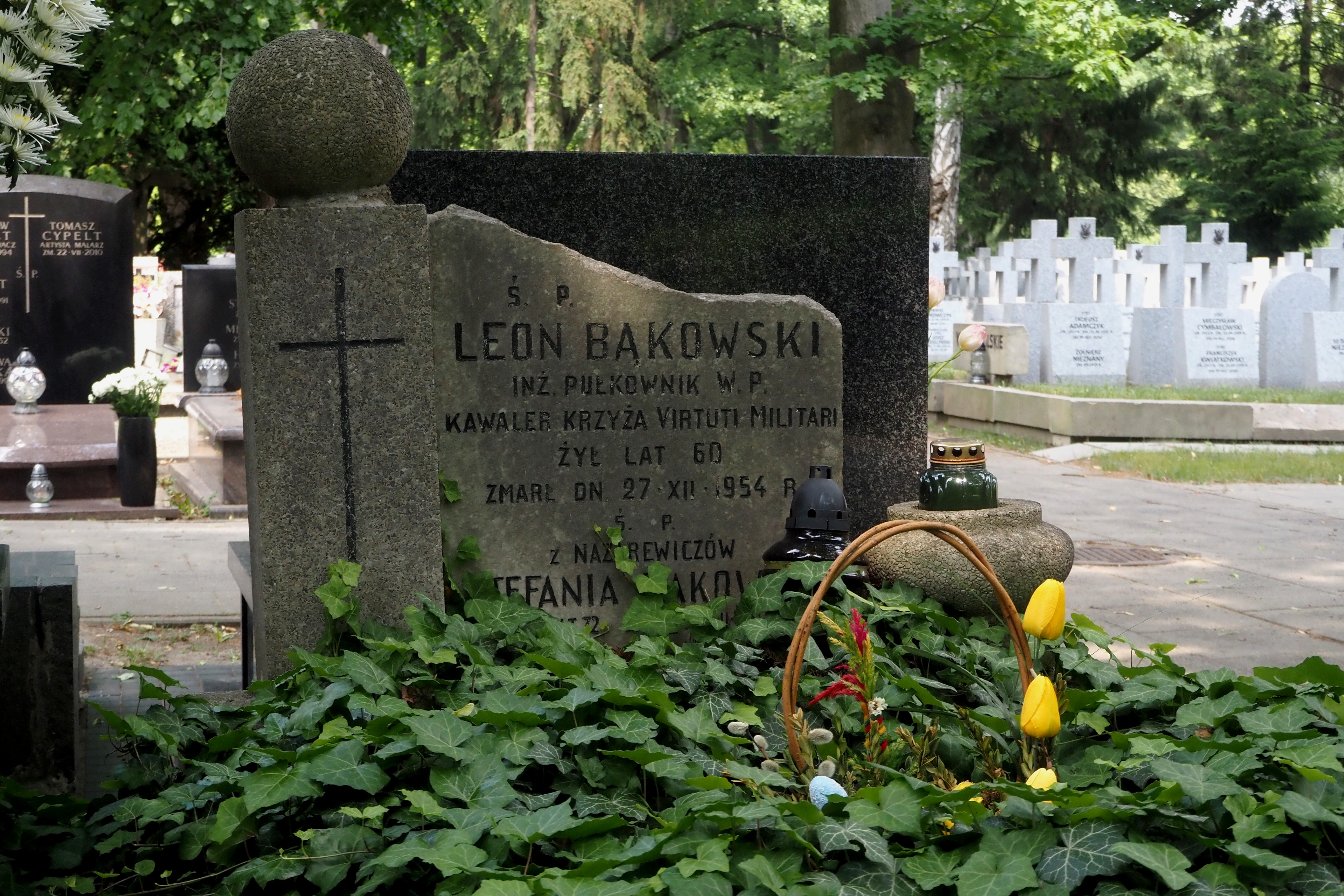
Grób płk Leona Bąkowskiego na Cmentarzu Wojskowym na Powązkach w Warszawie

W 1939 r. walczył w obronie stolicy. W czasie okupacji aktywny członek Armii Krajowej. W lipcu 1944 r. wcielony do 2 Armii Wojska Polskiego. Był organizatorem i komendantem armijnej szkoły oficerskiej w Kąkolewnicy. 26 stycznia 1946 r. został przeniesiony do rezerwy w stopniu pułkownika. Po wojnie był więziony przez Urząd Bezpieczeństwa i skazany na obóz pracy.
Zmarł w Warszawie; spoczywa na Cmentarzu Wojskowym na Powązkach (kwatera A29-2-30).
Żonaty ze Stefanią Nazarewicz. Miał z nią córkę Annę (ur. 1922) i syna Zbigniewa (1923–1944)

## Ordery i odznaczenia
- Krzyż Srebrny Orderu Wojskowego Virtuti Militari nr 4487 (1922)[5][6]
- Order Krzyża Grunwaldu III klasy[5]
- Krzyż Niepodległości (12 marca 1931)[9]
- Krzyż Walecznych czterokrotnie[5] (po raz drugi i trzeci za służbę w POW, w b. zaborze austriackim i b. okupacji austriackiej)[10]
- Złoty Krzyż Zasługi[5]